# Jac Heijer
Jac Heijer (Halfweg, 1936 - Haarlem, 1991) was toneelrecensent, vanaf 1976 bij NRC Handelsblad.

## Jeugd
Geboren in een katholiek gezin met een broer en 5 zussen. Hij bracht zijn middelbareschooltijd door op kostschool in Oudenbosch. Daar werd hem duidelijk dat het priesterschap niet voor hem was weggelegd. Hij ontdekte daar ook dat hij homoseksueel was.

## Journalistieke loopbaan
Hij ging werken bij de Noord-Hollandse Dagbladen, toen nog gevestigd in een boerderij te Hoorn, het woonhuis van de hoofdredacteur.
Later kwam hij bij de Nieuwe Haarlemse Courant terecht om door te schuiven naar het Haarlems Dagblad. Eerst combineerde hij de dagelijkse stukjes nog met hier en daar een toneelrecensie tot hij zich geheel kon wijden aan het schrijven over toneel.
In die tijd (eind jaren zestig) roerde het behoorlijk binnen het theater. In ’68 vlogen de tomaten door de schouwburg. De jeugd eiste zijn aandacht op. Hij was in 1968 betrokken bij de oprichting van de Toneelschuur, toen nog een actiegroep die naar een toneelsoort streefde dat meer te maken had met wat de jongeren bezielde, dan de gevestigde toneelorde bracht in de schouwburgen. Onder andere van hieruit ontstond (met o.a. het Shaffytheater en Lantaren/het Venster) het vlakkevloertheater . Jac Heijer was erg betrokken bij theaters en groepen als Mickery, het Werktheater en het kersverse Onafhankelijke Toneel (toen nog met Jan Joris Lamers).
Heijer was de chroniqueur van het toneel van zijn tijd. Hij volgde alles wat er te zien was, zowel aan avant-garde (wat zijn hart had) als de producties van de gevestigde groepen in de schouwburgen.
Zijn stijl van schrijven was er een, waarin hij niet schroomde om zijn eigen ervaringen de doorslag te laten geven over wat hij van het een en ander vond. Zo brak hij een productie van het Publiekstheater (Anthonius en Cleopatra) met argumenten tot de grond toe af met als uitsmijter: “Weg ermee!”. Dat leidde weet tot een polemiek in de krant met de beledigde acteurs.
Jac Heijer gaf verslag het theater van zijn tijd. Zijn stukje over La Mama’s voorstelling van “Medea” werd geen toneelrecensie, maar een verslag van wat hem was overkomen; een voorstelling die hem diep roerde. Zijn beschrijving werd een credo over hoe hij vond dat je een “stukje” moest schrijven. Jaren later schrijft hij over dezelfde voorstelling dat hij hem na een paar weken terugzag en het kitscherig vond en dat een ervaring niet herhaalbaar is, en dat het publiek eens moet leren niet op zoek te gaan naar de opleving van een oude ervaring. Dat leidt maar tot slechte kunst.
Ergens in de jaren 70 ging hij werken voor de liberale krant, het NRC Handelsblad. Hij vond de krant zelf te rechts, maar zag dat hij daar wel meer kansen had. Hij was de enige die doorzag dat de eerste montagevoorstelling “Bakeliet” van Gerardjan Rijnders een geslaagde poging was om het werk van de wereld-avantgarde, wat in het Mickery-theater te zien was, te vertalen naar het grote toneel. Dit werd Heijer in een live VPRO-radioprogramma door Theo van Gogh, Boudewijn Büch en Tim Krabbé op niet in dank afgenomen. Daarna nam Heijer een jaar sabbatical leave om er later over te zeggen dat al zijn werk voor niets was geweest.
Vanaf 1984 leefde hij samen met de New Yorkse acteur Michael Matthews. Deze werd een fenomeen binnen het Nederlands Toneel, werkte voor de Toneelschuur en voor voorstellingen bij Toneelgroep Amsterdam. Zowel Jac Heijer als Michael Matthews bleken Aids te hebben.
Heijer stierf in januari 1991. Michael Matthews werkte door met onder andere zijn “Monster-trilogy”: drie stukken die Aids als thema hadden. Hem werd verweten dat hij zijn ziekte uitbuitte voor zijn kunst. Hij liet zijn zieke lichaam fotograferen door Koos Breukel. Hij werkte door tot het niet meer kon. Matthews stierf in 1996.